# Гегај
Гегај (алб. Gegaj) је насељено место у општини Тропоја у округу Кукеш, Албанија. Према попису из 1989. године био је 571 становник.
Гегај су једно од насеља племена Гаши.